# Parabeen

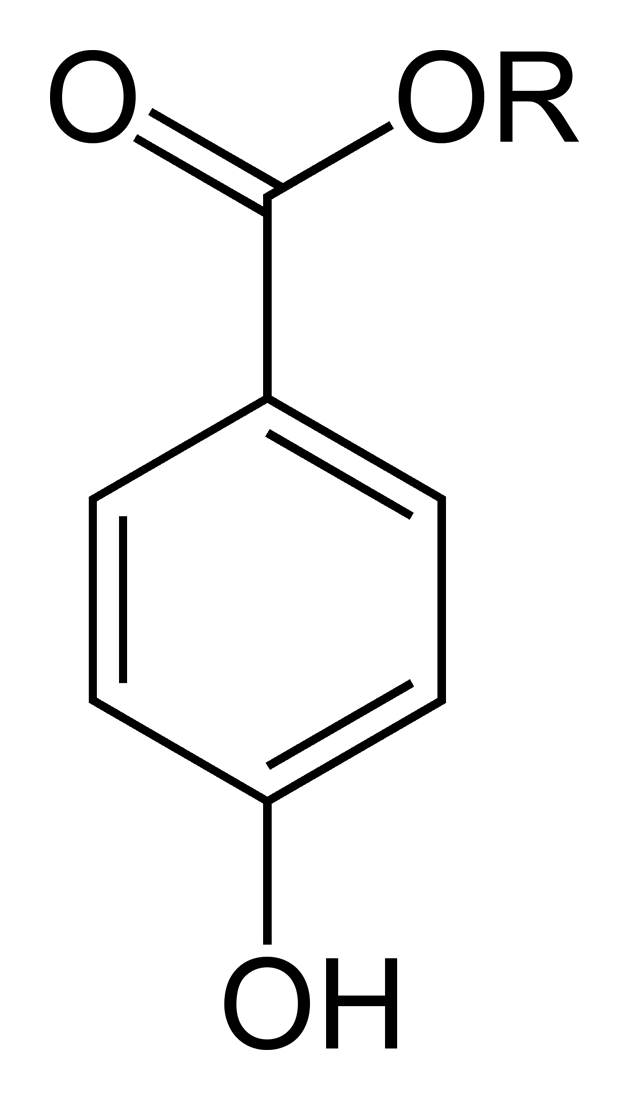
Structuurformule. R=alkyl (methyl, ethyl, propyl enz.)

Parabenen zijn een groep met benzoëzuur verwante stoffen. Het zijn alkyl-esters van 4-hydroxybenzoëzuur en de natriumzouten van deze esters.

## Gebruik en werking
Parabenen worden vrijwel uitsluitend gebruikt als conserveermiddel. Ze zijn met name effectief tegen schimmels, maar ook tegen veel bacteriën. Parabenen worden veel gebruikt omdat ze naast de grote effectiviteit gebruikt kunnen worden in een groot pH-bereik.
Parabenen worden onder meer gebruikt in:
- Medicijnen zowel in inwendig als uitwendig te gebruiken medicijnen
- Levensmiddelen met name in kant en klare sauzen en visproducten. De E-nummers van de parabenen zijn E214 tot en met E219.
- Cosmetica als crème, shampoo, scheerschuim, handcrème, massageolie, lotions, zonnecrème, lippenbalsem, douchegels
- Huishoudelijke reinigers als afwasmiddel, allesreiniger en vloeibare wasmiddelen
- Bepaalde soorten inkt, lijm en verf, meestal op waterbasis.

Dit kan verschillen per product en per merk.
Gebruik in levensmiddelen vindt plaats sinds de ontdekking van de parabenen in de jaren 1920. In cosmetica worden ze grootschalig gebruikt sinds ongeveer 1950.

## Soorten
De meest gebruikte parabenen zijn:
- Methylparabeen (E218), deze stof wordt onder verschillende namen in de ingrediëntenlijst vermeld:
  - methyl-4-hydroxybenzoaat
  - Nipagin M
  - para-Hydroxybenzoëzuur
  - Methylis parahydroxybenzoas
  - Methyl-p-hydroxybenzoaat
- Ethylparabeen (E215) 
  - ethyl-4-hydroxybenzoaat
  - natriumzout
- Propylparabeen (E216)
  - propyl-4-hydroxybenzoaat
- Butylparabeen
  - butyl-4-hydroxybenzoaat
  - dit wordt niet gebruikt in levensmiddelen, en heeft dus geen E-nummer

## Effecten op mens en milieu
Na jarenlang gebruik en vele onderzoeken zijn geen schadelijke effecten naar boven gekomen van het gebruik van parabenen, de acute giftigheid voor mensen is laag en uit het gebruikelijke onderzoek naar carcinogene werking bleek dat parabenen niet kankerverwekkend zijn. Wel kunnen parabenen in bepaalde gevallen een allergische reactie veroorzaken. Meestal bij uitwendig gebruik op de beschadigde huid.
Propyl-4-hydroxybenzoaat, opgenomen via de mond, verlaagt in bepaalde doseringen de spermaproductie in de testes van jonge ratten, dezelfde onderzoeker vond dit effect niet bij de methyl- en ethylesters. Het Scientific Panel on Food Additives, Flavourings, Processing Aids and Materials in Contact with Food van de Europese Autoriteit voor voedselveiligheid vond in 2004 dat het gebruik van parabenen in levensmiddelen voorlopig acceptabel is, maar gaf als advies meer onderzoek te doen naar bepaalde aspecten waarover naar haar mening te weinig informatie beschikbaar was. De Europese Commissie heeft daarop besloten dat propyl-4-hydroxybenzoaat niet meer als aromastof aan levensmiddelen mag toegevoegd worden. Wel mag het nog steeds worden gebruikt als conserveermiddel in levensmiddelen.
Parabenen worden indien voldoende zuurstof aanwezig is zeer snel afgebroken in het milieu.